# Torgnon
Torgnon (arpità Torgnon) és un municipi italià, situat a la regió de Vall d'Aosta. L'any 2007 tenia 538 habitants. Limita amb els municipis de Antey-Saint-André, Bionaz, Châtillon, Nus, Saint-Denis, Valtournenche i Verrayes.

## Administració
| Període | Identitat       | Partit        |
| ------- | --------------- | ------------- |
| 2005-   | Albert Chatrian | Llista cívica |

## Personatges il·lustres
- Carlo Perrin, president del Consell de la Vall.

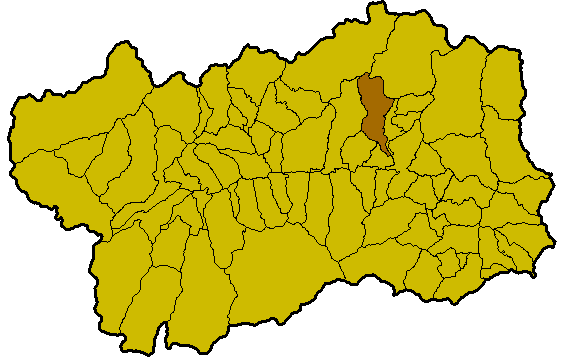
Situació de Torgnon a la Vall